# Ruth Gemmell
Ruth Gemmell, född 2 januari 1967 i Bristol, är en brittisk skådespelare. Gemmell är främst känd för sina roller i Fever Pitch - En i laget, Eastenders och Home Fires. Sedan 2020 har hon en av de viktigare rollerna i TV-serien Familjen Bridgerton.

## Filmografi i urval
- 1997 – Fever Pitch - En i laget
- 2002 – Ett fall för Dalziel & Pascoe (TV-serie)
- 2003 – Kommissarie Lynley (TV-serie)
- 2003 – Spooks (TV-serie)
- 2005 – Morden i Midsomer (TV-serie)
- 2006 – Ett fall för Frost (TV-serie)
- 2009 – Eastenders (TV-serie)
- 2009 – Kommissarie Lewis (TV-serie)
- 2013 – Utopia (TV-serie)
- 2013 – Father Brown (TV-serie)
- 2015 – Morden i Midsomer (TV-serie)
- 2015–2016 – Home fires (TV-serie)
- 2015 – Penny Dreadful (TV-serie)
- 2019 – Deep State (TV-serie)
- 2020 – Familjen Bridgerton (TV-serie)